# On the Brink (film 1915)
On the Brink è un cortometraggio muto del 1915 diretto da Warwick Buckland.

## Trama
Un romanziere trascura la moglie che, allora, decide di andarsene da casa. Verrà fermata dal figlio che la convincerà a restare.

## Produzione
Il film fu prodotto dalla Venus Films Productions.

## Distribuzione
Distribuito dalla Davison Film Sales Agency (DFSA), il film - un cortometraggio di 347 metri - uscì nelle sale cinematografiche britanniche nel luglio 1915.